# هادية حسني
هادية حسني (30 يوليو 1988) هي لاعبة كرة ريشة مصرية، خاضت منافسات أولمبياد لندن 2012 التي ودعتها من دورها الأول بعد تلقي هزيمتين.
هي أيضاً عضو في مجلس النواب المصري عن دورة 2021 والتي ترشحت ضمن تنسيقية شباب الأحزاب والسياسيين، كذلك هي عضو في البرلمان الأفريقي عن الدورة البرلمانية الحالية.

## المشاركة الأولمبية

### طوكيو 2020
شارك ثلاث رياضيون مصريون (رياضيّ ورياضيّتين) في أولمبياد طوكيو 2020 وفقًا لترتيب تصفيات بي دابليو إف للتأهيل للأولمبياد.
| الرياضيّ/ة/ان        | الحدث                                                      | دور المجموعات                                     | دور المجموعات                              | دور المجموعات                              | دور المجموعات | الإقصاء       | ربع النهائي   | نصف النهائي   | النهائي / م.ب. | النهائي / م.ب. |
| الرياضيّ/ة/ان        | الحدث                                                      | الخصم النتيجة                                     | الخصم النتيجة                              | الخصم النتيجة                              | الترتيب       | الخصم النتيجة | الخصم النتيجة | الخصم النتيجة | الخصم النتيجة  | الترتيب        |
| ------------------- | ---------------------------------------------------------- | ------------------------------------------------- | ------------------------------------------ | ------------------------------------------ | ------------- | ------------- | ------------- | ------------- | -------------- | -------------- |
| ضحى هاني هادية حسني | كرة الريشة في الألعاب الأولمبية الصيفية 2020 – سيدات زوجي ‏ | Matsumoto / · Nagahara (اليابان) · خ (7–21, 3–21) | Piek / · Seinen (هولندا) · خ (6–21, 10–21) | Honderich / · Tsai (كندا) · خ (5-21, 6-21) | 4             | —             | لم يتأهل      | لم يتأهل      | لم يتأهل       | لم يتأهل       |

## روابط خارجية
- هادية حسني على موقع BWF.tournamentsoftware.com (الإنجليزية)
- هادية حسني على موقع BWFbadminton.com (الإنجليزية)
- هادية حسني على موقع اللجنة الأولمبية الدولية (الإنجليزية)
- هادية حسني على موقع أوليمبيديا (الإنجليزية)